# Sape (Zupfinstrument)

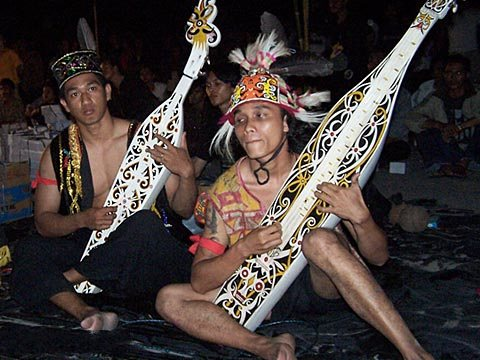
Dayak in Sarawak in einer traditionellen Spielweise mit zwei sape als Melodie- und Borduninstrument

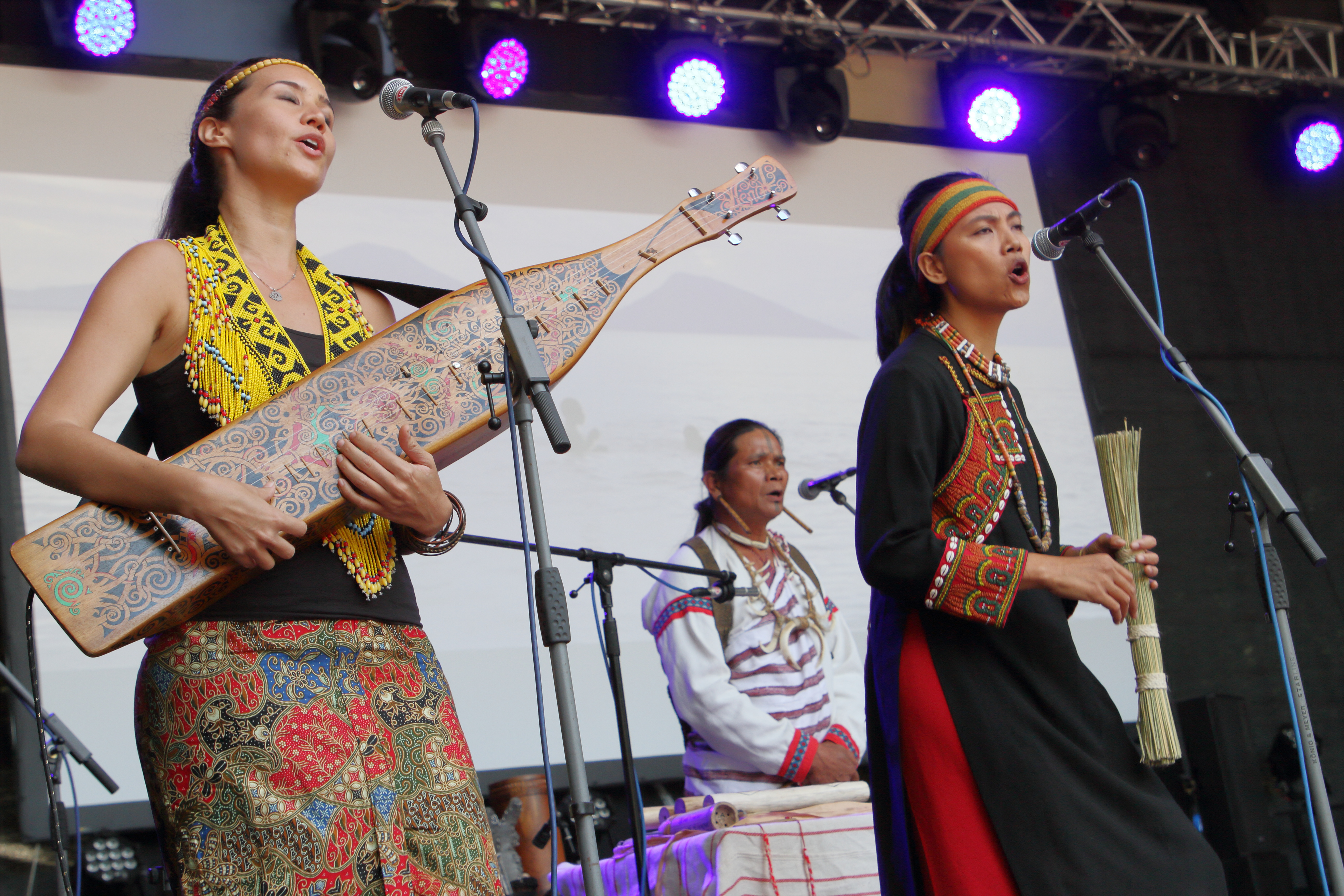
Alena Murang mit sape in nicht-traditioneller Besetzung bei einem Konzert der Weltmusikgruppe Small Island Big Song auf dem Rudolstadt-Festival 2019.

Sape, auch sapeh, sampet, sampeh, ist eine bootsförmige  bundlose Laute, die von mehreren Völkern im Innern der Insel Borneo gespielt wird. Das traditionelle, üblicherweise viersaitige Zupfinstrument begleitet meist Tanzlieder. Die sape gehört zu einer Familie von Bootslauten in Südostasien, deren Namen Varianten des aus Indien stammenden Wortes kacapi für eine javanische Zither oder hasapi für eine Laute der Batak sind. 

## Bauform
Sape werden aus einem massiven Holzstück geschnitzt. Ursprünglich war der Tonumfang begrenzt, traditionelle Instrumente besitzen nur zwei Saiten und drei Bünde. Eine Saite spielt die Melodie, die andere (oder anderen) werden rhythmisch angeschlagen und erzeugen so ein permanentes Summen. Der Gebrauch war beschränkt auf die Ritualtanzmusik zur Herbeiführung einer Trance. 
In heutiger Zeit werden sape mit bis zu fünf Saiten und einem Tonumfang von mehr als drei Oktaven gebaut. Selbst elektrische sape sind gebräuchlich. Die Instrumente werden inzwischen auch zur Tanz- und Unterhaltungsmusik eingesetzt, das Melodierepertoire erweitert sich langsam.

## Spielweise
Die in Langhäusern an den Flussläufen im malaysischen Bundesstaat Sarawak und der indonesischen Provinz Kalimantan Timur lebenden Volksgruppen werden mit dem Begriff orang ulu zusammengefasst. Sie gehören unter anderem zu den Dayak, Kayan und Kenyah. 
Die Musik der sape ist komplex, mit vielen Verzierungen und thematischen Variationen. Die traditionellen Melodien werden durch Träume inspiriert, es sind mehr als 35 Stücke zuzüglich Variationen bekannt. Es gibt zwei Hauptarten von Ritualmelodien, die eine für die Langhäuser der Männer, die andere für die der Frauen.
Die sape wird häufig solistisch zur Tanzbegleitung oder zur eigenen Unterhaltung gespielt, manchmal zusammen mit einem zweiten Instrument, das einen Bordunton beisteuert. Bei den Kayan dienen auch zwei sape und das Xylophon jatung utang mit zehn bis elf Klangstäben der Tanzbegleitung.

## Diskografie
- Music of Indonesia 13: Kalimantan Strings. Produziert von Philip Yampolsky. Smithsonian Folkways, CD 40429, 1997
- Tusau Padan u. a.: Masters of the Sarawakian Sape. Pan Records (Leiden, Niederlande) PAN 2068CD, 1999 (Aufnahmen mit Tusau Padan von 1989, der eine sape mit elektrischem Tonabnehmer spielt.)